# Sulfat de fier (II)
Sulfatul II de fier numit și ferrosulfat, sare verde este o sare a acidului sulfuric (vitriol) cu fierul, (FeSO4 · 7 H2O).

## Răspândire
La producerea titanului în Leverkusen rezultă ca produs secundar sulfat de fier.

## Proprietăți
Sulfatul de fier apare sub formă de cristale de culoare verde deschisă, sau în stare pură are o culoare albastră. La supunere în aer uscat, sau temperaturi de 70 °C, pierde apa de cristalizare devenind monohidrat care se prezintă sub formă de pulbere incoloră.

## Utilizare
- desulfurarea:
  - biogazelor
  - cărbunilor
- neutralizator și purificatorul:
  - apei
- ca sursă de:
  - fier și sulf
- ca și colorant:
- ca și îngrășiminte și amendamente chimice:

1. ↑  „Sulfat de fier”, FERROUS SULFATE (în engleză), PubChem, accesat în 18 noiembrie 2016